# Acanthocephalus gotoi
Acanthocephalus gotoi är en hakmaskart som beskrevs av Van Cleve 1925. Acanthocephalus gotoi ingår i släktet Acanthocephalus och familjen Echinorhynchidae. Inga underarter finns listade i Catalogue of Life.